# Nockebybanan
Nockebybanan – linia lekkiej kolei miejskiej w Sztokholmie o długości ok. 5,7 km.
Linia łączy Alvik z Nockeby na przedmieściach miasta. Na linii znajduje się 10 przystanków. W dzień roboczy korzysta z niej średnio ok. 9000 osób.

## Przystanki
1. Alvik  zielona linia, Tvärbanan
2. Alléparken
3. Klövervägen
4. Smedslätten
5. Ålstensgatan
6. Ålstens gård
7. Höglandstorget
8. Olovslund
9. Nockeby torg
10. Nockeby